# Sint-Odakerk (Ysselsteyn)
De Sint-Odakerk is de parochiekerk van Ysselsteyn, gelegen aan Lovinckplein 8.

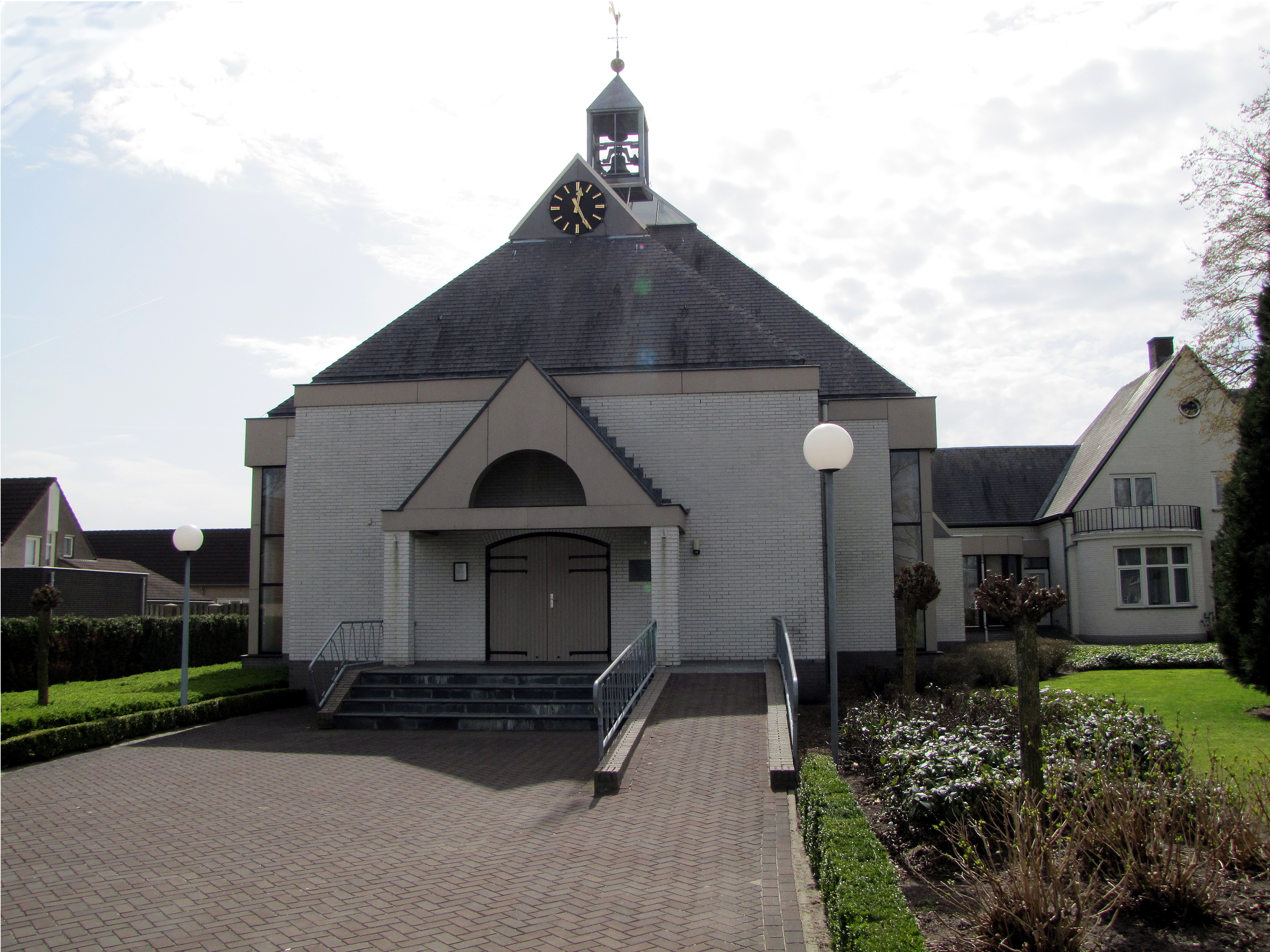
Ysselsteyn Sint-Oda kerk

## Geschiedenis
De kerk, die centraal ligt in het symmetrische stratenpatroon van Ysselsteyn, werd noodzakelijk omdat de bevolking groeide en de afstand tot naburige parochiekerken erg groot was. In 1922 kwam een school gereed die tevens als noodkerk werd gebruikt, in 1927 werd een rectoraat ingesteld en begin 1928 werd de kerk ingewijd. Ook kwam er in 1928 een begraafplaats.
Het kerkje, ontworpen door L. Martens, was een bakstenen kruiskerkje met neoromaanse kenmerken. In 1936 werd het rectoraat verheven tot parochie.
Op 16 oktober 1944 werd de dakruiter, door de terugtrekkende Duitsers, van de kerk afgeschoten, waarbij ook het gebouw beschadigde. De kerk werd hersteld en verhoogd door architectenbureau Margry en Relou, maar het gebouwtje, bestemd voor 50 gezinnen, was veel te klein geworden. Er waren allerlei plannen om een nieuwe kerk te bouwen, gedacht werd nog aan een Gedächtniskirche ten behoeve van de Duitse militaire begraafplaats, maar dat ging niet door, evenmin als andere plannen, onder meer vanwege geldgebrek. Het geld dat men reeds verzameld had, werd gebruikt voor renovatie van het bestaand gebouw. Dit werd onder meer wit gespoten en kreeg een nieuwe inrichting. Dit geschiedde in 1968.
In 1975 werd een carillon geschonken, dat in een stalen toren naast de kerk werd opgehangen. Een klokkentoren, in 1979 geprojecteerd, is er nooit gekomen. De klokken worden met een geluidsinstallatie gesimuleerd.
Het gebouw vertoonde uiteindelijk ernstige bouwkundige gebreken en in 1992 werd een nieuwe, bakstenen kerkschip gebouwd, waarbij slechts het halfronde koor uit 1927 gehandhaafd bleef. Het werd een vierkante kerk met 300 zitplaatsen, gedekt door een piramidedak met torentje, en een lagere ingangspartij onder zadeldak. Architect was J. Coppen.
Het orgel is een Verschueren-orgel uit 1947, waarin onderdelen zijn verwerkt van het door de oorlog beschadigde Verschueren-orgel uit 1940.